# Nemzeti Énekkar
A Nemzeti Énekkar 1985-ben alapított magyar hivatásos énekkar. Repertoárja Bachtól, Schütztől kezdve kortárs zeneszerzőkig, az a cappella kórusművektől a nagy klasszikus oratóriumokon keresztül az operáig terjed. Az énekkar még a dzsessz műfajában is szerepelt.

## Története
A Nemzeti Énekkar 1985-ben alakult Állami Énekkar néven, Pászti Miklós zeneszerző–karnagy vezetésével. Az együttes magját a Magyar Állami Népi Együttes akkori kórusa alkotta, amely Pászti irányításával nyolcvan főssé bővült, és nagy oratóriumok előadására is képessé vált. Az első jelentősebb hangversenyen Liszt-művek csendültek fel, majd 1986 márciusában Beethoven Missa Solemnis-át adták elő Doráti Antal vezényletével.
Pászti halála után 1989-ben Elláné Bodonyi Katalin, majd Ugrin Gábor vezette az együttest, 1990-től pedig Antal Mátyás irányítása alatt vált Magyarország vezető hivatásos kórusává. Antal Mátyás 2016-os nyugdíjazása után Somos Csaba lett az együttes művészeti vezetője, aki a repertoár bővítését célul tűzte ki, különösen a cappella és kortárs művek irányában.
Az együttes repertoárja rendkívül gazdag és sokrétű: a kora barokk Schütztől Bachon, a bécsi klasszikusokon és a 19. század zeneszerzőin át a 20. századi és kortárs kompozíciókig terjed, műfaji korlátok nélkül. Kiemelt szerepet kapnak a 19. századi oratóriumok, ugyanakkor nagy hangsúlyt fektetnek kortárs szerzők műveinek előadására és ősbemutatóira is, így többek között Jeney Zoltán, Kurtág György és Ligeti György alkotásait is repertoárjukon tudhatják.
Hazai szinten a Nemzeti Filharmonikusok kiemelt partnere, közreműködik a martonvásári Beethoven-sorozaton, a családi matinékon, valamint a Bartók Új Sorozatban.
Az együttes műsorán a hagyományos oratóriumok mellett ritkán hallható nagyformátumú művek is szerepelnek, mint Mahler nagyszabású kórusos szimfóniái, Bruckner Te Deuma, Liszt Krisztus-oratóriuma és Szent Erzsébet legendája. Emellett rendszeresen részt vesznek a Müpa Wagner-napokon, és közreműködtek Schönberg Mózes és Áron című operájának előadásában is.

## Fellépései
Az énekkart az évek során számos neves karmester dirigálta: Doráti Antal, Eötvös Péter, Fischer Ádám, Lyonel Friend, Fürst János, Lamberto Gardelli, Hamar Zsolt, Héja Domonkos, Kovács János, Lehel György, Ligeti András, Lukács Ervin, Kobajasi Kenicsiró, Kocsis Zoltán, Antal Mátyás, Oberfrank Géza, Pál Tamás, Rico Saccani, Jurij Szimonov.
A hazai fellépéseken túl nemzetközi ismertségük is jelentős: rendszeresen koncerteznek Európa számos országában, Izraelben, Japánban, valamint a magyar közösségeket is ellátogatva a határon túli településekre. 

## Jelenlegi vezetése
Jelenlegi karigazgatója 2016. január 1-től Somos Csaba, aki a 2016. március 31-ével leköszönő Antal Mátyás utóda. A helyettese Elláné Bodonyi Katalin, az együttes munkáját segíti továbbá Bizják Dóra korrepetitor és tenor szólamvezető, Tóth Antal menedzser és Dochnál Erzsébet kottatáros.

## Díjai, elismerései
- Bartók Béla–Pásztory Ditta-díj (2015; vezetőjével, Antal Mátyás karigazgatóval együtt)